# Dirck Halstead

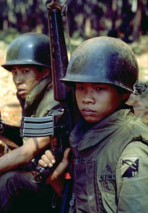
Vojáci 18. divize armády Vietnamské republiky v Xuan Loc v dubnu 1975

Dirck Storm Halstead (24. prosince 1936 – 25. března 2022) byl americký fotožurnalista. Byl redaktorem a vydavatelem online fotožurnalistického časopisu The Digital Journalist .

## Životopis
Halstead se narodil v Huntingtonu v New Yorku. Jeho otec, William S. Halstead, byl vynálezcem ve vývoji rádia a televize. Byl držitelem mnoha patentů za svou průkopnickou práci v rádiu a televizi, včetně stereofonního FM rádia, a na rozvoji reléových systémů na vrcholcích hor, které byly klíčové pro budování televizních sítí v Japonsku a Jordánsku. Jeho matka, Leslie Munro Halsteadová, byla první ženou, která se kdy stala viceprezidentkou velké reklamní agentury Kenyon & Eckhardt.
S fotožurnalistikou začínal na střední škole. Ve věku 17 let se stal nejmladším válečným fotografem časopisu Life, který se zabýval guatemalskou občanskou válkou. Poté, co navštěvoval Haverford College, pokračoval v práci ve společnosti United Press International, kde strávil více než 15 let. Během vietnamské války byl šéfem fotografické kanceláře UPI v Saigonu.

## Kariéra
Časopis Time určil Halsteada jako svého hlavního fotografa v Bílém domu. V roce 1972 s nimi podepsal smlouvu, která trvala dalších 29 let. Halstead byl jedním ze šesti fotografů, kteří doprovázeli Richarda Nixona na jeho historické cestě do Číny v roce 1972. Jeho fotografie se objevily na 47 obálkách Time, více než dokázal kterýkoli jiný autor. Během tohoto období také pracoval jako „speciální fotograf“ na filmech, během kterých pořizoval fotografie později používaných v reklamních materiálech pro velká komerční studia. Mezi filmy, na kterých pracoval, patřily Mafiáni, Memphis Belle, Shaft, Black Rain, Dragon, Duna, série Barbar Conan, Greystoke a Cliffhanger.
Halstead byl vedoucím pracovníkem fotožurnalistiky v Centru pro americkou historii na Texaské univerzitě v Austinu, které uchovává jeho fotografický archiv.
Dvakrát získal cenu National Press Photographers Association Picture of the Year, zlatou medaili Roberta Capy za reportáž o pádu Saigonu a dva Eisies. V roce 2002 obdržel cenu za celoživotní dílo od White House News Photographers Association a v roce 2004 vyhrál cenu Josepha A. Sprague za celoživotní dílo a službu fotožurnalistice. V roce 2007 byla Halsteadovi udělena Missouri Honor Medal od University of Missouri School of Journalism za vynikající výsledky v žurnalistice.
V roce 2006 vyšla jeho kniha Moments in Time: Photos and Stories from One of America's Top Photojournalists.
Archiv Halsteadových děl se nachází v Dolph Briscoe Center for American History na Texaské univerzitě v Austinu.

## Publikace
- Moments in Time: Fotografie a příběhy od jednoho z nejlepších amerických fotoreportérů. Halstead, Harry N. Abrams, 2006. ISBN 9780810954410.

## Galerie

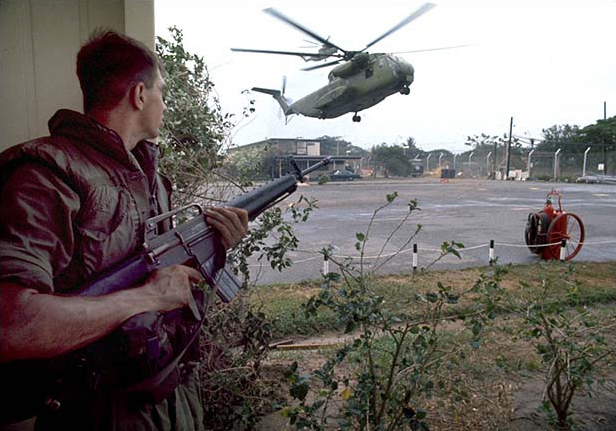
CH-53 landing at Defense Attaché Office compound, Operation Frequent Wind
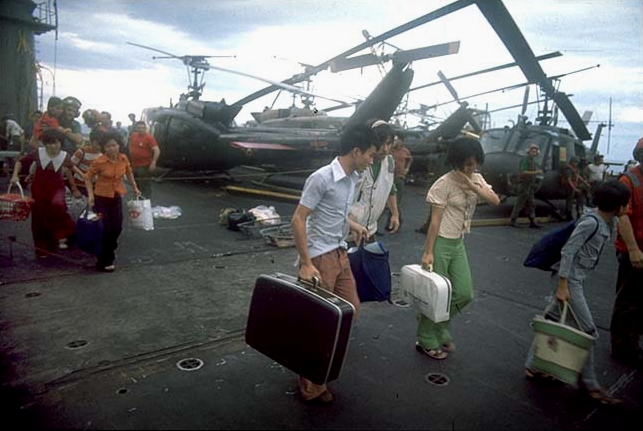
South Vietnamese refugees on US ship, duben 1975